# Tranvías de Zúrich
Los tranvías de Zúrich aportan una contribución importante al transporte público de dicha ciudad en Suiza. La red de tranvías sirve a la mayoría de barrios de la ciudad y es la columna vertebral del transporte público dentro de la ciudad, siendo complementado por las secciones interiores del S-Bahn Zúrich, junto con los trolebuses urbanos y rutas de autobús, así como por dos ferrocarriles de funicular y un ferrocarril de cremallera. Los tranvías y otros modos de transporte de la ciudad operan dentro de un régimen tarifario proporcionado por la autoridad de transporte pública cantonal Zürcher Verkehrsverbund (ZVV), el cual también cubre servicios regionales de ferrocarriles y autobuses.
Los tranvías de la ciudad están operados por el Verkehrsbetriebe Zürich (VBZ), el cual se encarga asimismo de la infraestructura tranviaria dentro de la ciudad, pero las vías de tranvía de la ciudad son utilizadas igualmente por otros dos operadores. Los servicios del tranvía denominado Glattalbahn, que cubren el área de Glattal al norte de la ciudad, están interconectados con los servicios urbanos de tranvía y es también operado por el VBZ, a pesar de que en este caso tiene como subcontratista al Verkehrsbetriebe Glattal (VBG). Los trenes del ferrocarril ligero independiente denominado Forchbahn (FB) utilizan asimismo las líneas urbanas para llegar a su terminal en el centro de la ciudad.
Los tranvías han sido una parte importante de la ciudad de Zúrich desde los años 1880, cuando circuló el primer tranvía tirado por caballos. Electrificado desde los años 1890, han sido desafiados por diferentes propuestas para reemplazarlos por trolebuses y por un metro o U-Bahn. Con una red urbana relativamente estable entre las décadas de 1930 y 1970, los tranvías urbanos se han vuelto a expander desde entonces. Las expansiones recientes han llevado la red a los suburbios allende la frontera municipal, cubriendo áreas de donde había sido retirado en la primera parte del siglo XX. Han sido aprobadas prolongaciones más lejanas, ambas a la red de tranvías de la ciudad, y mediante la introducción de un nuevo sistema de tren ligero en el Valle del Limmat que se interconecta con los tranvías urbanos.

## Historia

### Inicios

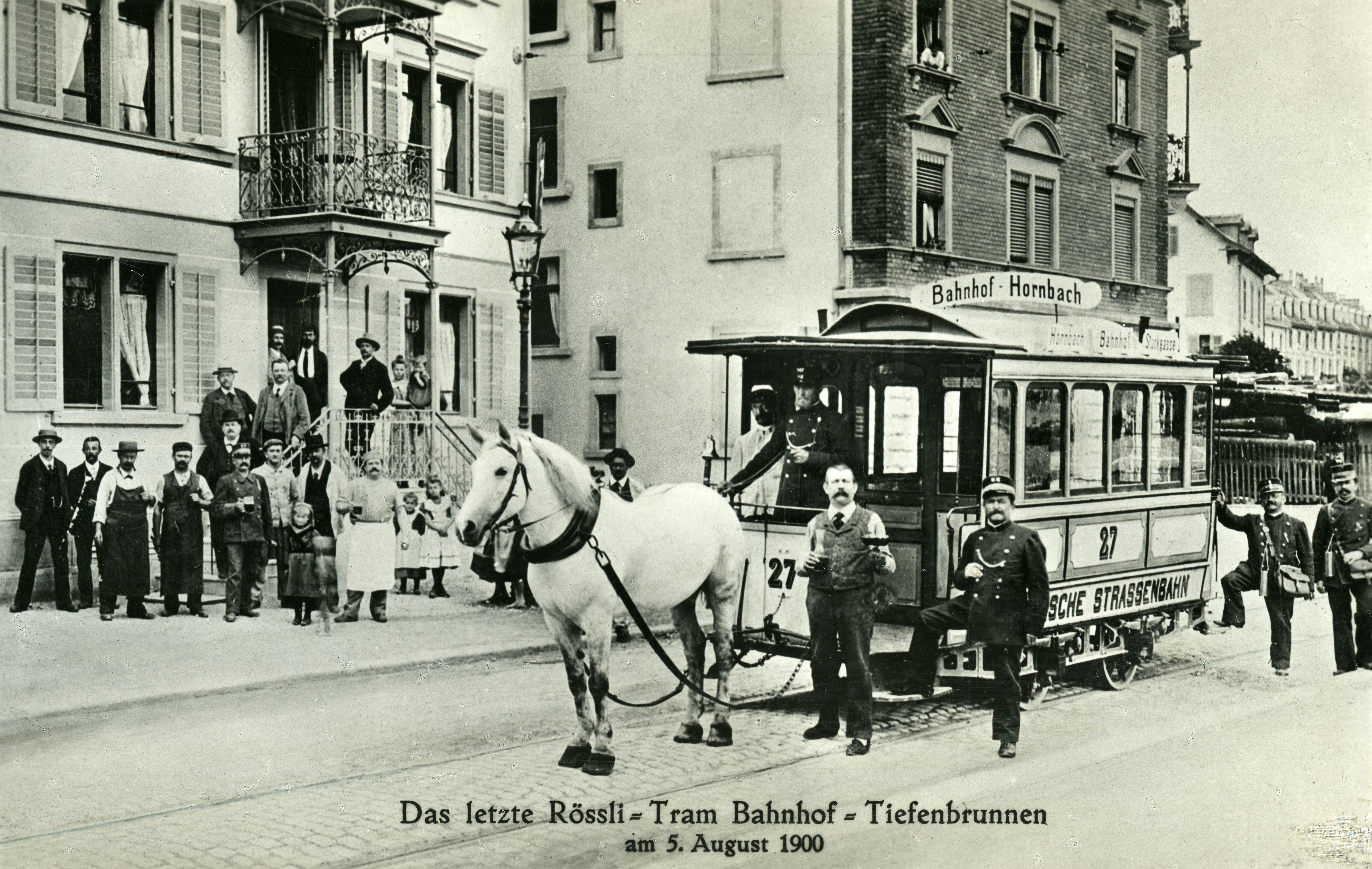
Tranvía de tracción animal en Zúrich en 1900.

Desde los años 1860 en adelante se presentaron varios proyectos para introducir tranvías en Zúrich. No fue hasta 1882 en que el primer tranvía operó en la ciudad. Estos primeros tranvías estaban operados por la Zürcher Strassenbahn Gesellschaft (ZStG), una compañía privada, y eran de ancho estándar (1435 mm) y de tracción animal.
Hacia 1888 entró en servicio el primer tranvía eléctrico en Suiza (el tranvía Vevey–Montreux–Chillon) y en 1894 otra compañía privada, la Elektrische Strassenbahn Zürich (EStZ), comenzó a operar tranvías eléctricos de trocha métrica en Zúrich. La EStZ sólo sobrevivió dos años antes de que fuera adquirida por la Ciudad de Zúrich, que la rebautizó como Städtische Strassenbahn Zürich (StStZ). Al año siguiente, los tranvías de tracción animal del ZStG también fueron adquiridos.
Se fundaron más empresas tranviarias, algunas operando enteramente dentro de la ciudad, otras conectando la ciudad con los suburbios más cercanos y otras circulando por áreas rurales enteramente fuera de la ciudad, pero todavía enlazadas mediante conexiones con otras líneas al municipio. Al igual que la EStZ, todas estas líneas estaban electrificadas y construidas con trocha métrica. La StStZ tomó el control gradualmente sobre aquellas compañías que efectuaban operaciones de manera significativa en la ciudad, normalmente cerrando las líneas que cruzaran las fronteras, mientras que dejaba aquellas líneas que operaban completamente fuera de la urbe a sus dispositivos propios.

### Antiguas empresas de tranvías
| Empresa                               | Abreviatura | Inicio | Fin  | Absorbida por | Notas |
| ------------------------------------- | ----------- | ------ | ---- | ------------- | --- |
| Zürcher Strassenbahn Gesellschaft     | ZStG        | 1882   | 1897 | StStZ         | La empresa privada que abrió el primer trayecto de tranvía de Zúrich, utilizando vehículos de ancho estándar tirados por caballos (1435 mm de ancho). |
| Elektrische Strassenbahn Zürich       | EStZ        | 1894   | 1896 | StStZ         | El primer operador de tranvía eléctrico y el primero en utilizar trocha métrica. Comprado por la ciudad de Zúrich y rebautizado como StStZ. |
| Zentrale Zürichbergbahn               | ZZB         | 1895   | 1905 | StStZ         | Se construyeron dos líneas de tranvías eléctricos desde cerca de la actual Kunsthaus hasta Kirche Fluntern y hasta la estación inferior del funicular Rigiblick. Sus tranvías operaban hasta Paradeplatz por las vías de StStZ, y finalmente fueron adquiridos por esa empresa. |
| Städtische Strassenbahn Zürich        | StStZ       | 1896   | 1950 | VBZ           | Formado por la ciudad de Zúrich para comprar el EStZ. La empresa de propiedad municipal continuó adquiriendo otros operadores de tranvías, hasta que en 1931 fue propietaria de todos los tranvías restantes dentro de la ciudad. En 1950 pasó a llamarse VBZ. |
| Strassenbahn Zürich-Oerlikon-Seebach  | ZOS         | 1897   | 1931 | StStZ         | Construyó una ruta de tranvía desde Leonhardsplatz (ahora conocida como Central) a Oerlikon y Seebach pasando por Stampfenbachstrasse y Schaffhauserstrasse. Las prolongaciones posteriores fueron una de Seebach a Glattbrugg y otra de Oerlikon a Schwamendingen. Pronto se eliminó una de las primeras conexiones a la red de StStZ, y el ZOS operó independientemente de los tranvías urbanos hasta que la empresa fue absorbida por ellos en 1931. Al mismo tiempo, se cerraron las líneas Oerlikon a Schwamendingen y Seebach a Glattbrugg. |
| Industriequartier-Strassenbahn Zürich | IStB        | 1898   | 1903 | StStZ         | Construyó una ruta de tranvía desde Bahnhofquai a Escher-Wyss-Platz. En Escher-Wyss-Platz, se hizo la conexión con la ruta StZH a Höngg, y al principio los vehículos pasaban de Bahnhofquai a Hongg. Sin embargo, esto cesó después de 1901, y los pasajeros tenían que cambiar de tranvía y volver a abordar en Escher-Wyss-Platz. La empresa fue absorbida por la StStZ en 1903, después de lo cual se reanudó el recorrido hacia Hongg. |
| Strassenbahn Zürich–Höngg             | StZH        | 1898   | 1923 | StStZ         | Construyó una ruta de tranvía desde Escher-Wyss-Platz, con conexión a la línea de IStB a Bahnhofquai, vía Wipkingen a Hongg. La línea fue adquirida por StStZ en tres fases: primero en 1907, cuando se reemplazó el puente sobre el río Limmat hacia Wipkingen; luego en 1913, cuando se adquirió la línea hasta Grenzstein Honng y finalmente en 1923, cuando se compró el resto de la línea hasta la terminal en el depósito de Wartau. |
| Dolderbahn                            | Db          | 1895   |      |               | Desde 1899, la compañía Dolderbahn operaba un tranvía eléctrico entre la estación superior de Dolderbahn (entonces un funicular) y el Dolder Grand Hotel. Esta línea nunca tuvo conexión de vía con ninguna otra línea de tranvía y fue sustituida por un autobús en 1930. En 1973, el Dolderbahn se convirtió en un tren cremallera y se prolongó hasta el Dolder Grand, reemplazando así al autobús. |
| Limmattal Strassenbahn                | LSB         | 1900   | 1931 | StStZ         | Se construyó una línea interurbana desde el antiguo límite de la ciudad de Zúrich en Letzigraben, a través de Altstetten (Farbhof) y Schlieren a Dietikon, junto con un ramal de Schlieren a Weiningen. En Letzigraben se estableció una conexión con la StStZ. La línea entre Schlieren y Dietikon se cerró en 1928, mientras que Schlieren y Weiningen cerraron en 1931, al mismo tiempo que el resto de la línea de Letzigraben a Schlieren era vadquirida por la StStZ.                                                                       |
| Bremgarten-Dietikon-Bahn              | BD          | 1902   | 2000 | BDWM          | Construido originalmente como un tranvía rural entre Bremgarten y Dietikon al oeste de Zúrich. Aunque fuera de la ciudad de Zúrich, en un momento estuvo conectado indirectamente a los tranvías de la ciudad por el LSB, que también servía a Dietikon. El tramo entre Bremgarten y Wohlen era al principio un ferrocarril de vía estándar operado a vapor, que fue convertido a ancho mixto y asumido por BD en 1912. |
| Albisgütlibahn                        | AGB         | 1907   | 1925 | StStZ         | El último tranvía de propiedad privada dentro de la ciudad servía para conectar el tranvía urbano en Giesshübelstrasse con el lugar del festival de tiro federal, celebrado en Albisgüetli en julio de 1907. La falta de tráfico en este lugar, entonces muy rural, después de que hubiera terminado el festival causó problemas financieros a la línea, y en 1913 la línea vendió tres de sus cinco tranvías a la StStZ. En 1915, la línea operaba solo los domingos, y en 1925 la StStZ se hizo cargo.                                          |
| Wetzikon-Meilen-Bahn                  | WMB         | 1909   | 1950 | (cerrado)     | Tranvía rural que unía Kempten, Wetzikon y Langholz al este de Zúrich con Meilen a orillas del lago de Zúrich. Bien lejos de la ciudad, en un momento estuvo conectado indirectamente a los tranvías urbanos por el UOeb en Langholz, y por lo tanto el FB. |
| Uster-Oetwil-Bahn                     | UOeB        | 1909   | 1949 | (cerrado)     | Un tranvía rural que unía Uster, Esslingen, Oetwil am See y Langholz al este de Zúrich. En las afueras de Zúrich, en un momento estuvo conectado indirectamente con los tranvías de la ciudad por el FB en Esslingen. |
| Forchbahn                             | FB          | 1912   |      |               | Una línea que une Zúrich con las localidades de Esslingen y Forch. La línea se inauguró en 1912 como un tranvía rural que enlazaba en Rehalp con los tranvías urbanos, con interconexiones hasta el centro de la ciudad. Desde entonces, la línea ha sido reconstruida con más características ferroviarias y trenes bastante importantes, pero estos continúan operando a través de la red de tranvías entre Stadelhofen en el centro de la ciudad y Rehalp.                                                                                     |
| Verkehrsbetriebe Zürich               | VBZ         | 1950   |      |               | Formado por un cambio de nombre de la StStZ. Propiedad de la ciudad de Zúrich. |
| BDWM Transport                        | BDWM        | 2000   | 2018 | AVA           | Creado por la fusión de la BD con el operador de autobuses WM. |
| Aargau Verkehr AG                     | AVA         | 2018   |      |               | Creado por la fusión de BDWM Transport con el Wynental- und Suhrentalbahn. Todavía opera un servicio de tren ligero entre Dietikon y Wohlen, que no está enlazado actualmente al sistema de tranvías de Zúrich, junto con otros servicios ferroviarios sin conexión fuera del área de Zúrich. La línea entre Dietikon y Wohlen se volverá a enlazar con el sistema de tranvía de Zúrich cuando se complete la línea de tren ligero de Limmattal.                                                                                                  |

### Apogeo de la StStZ

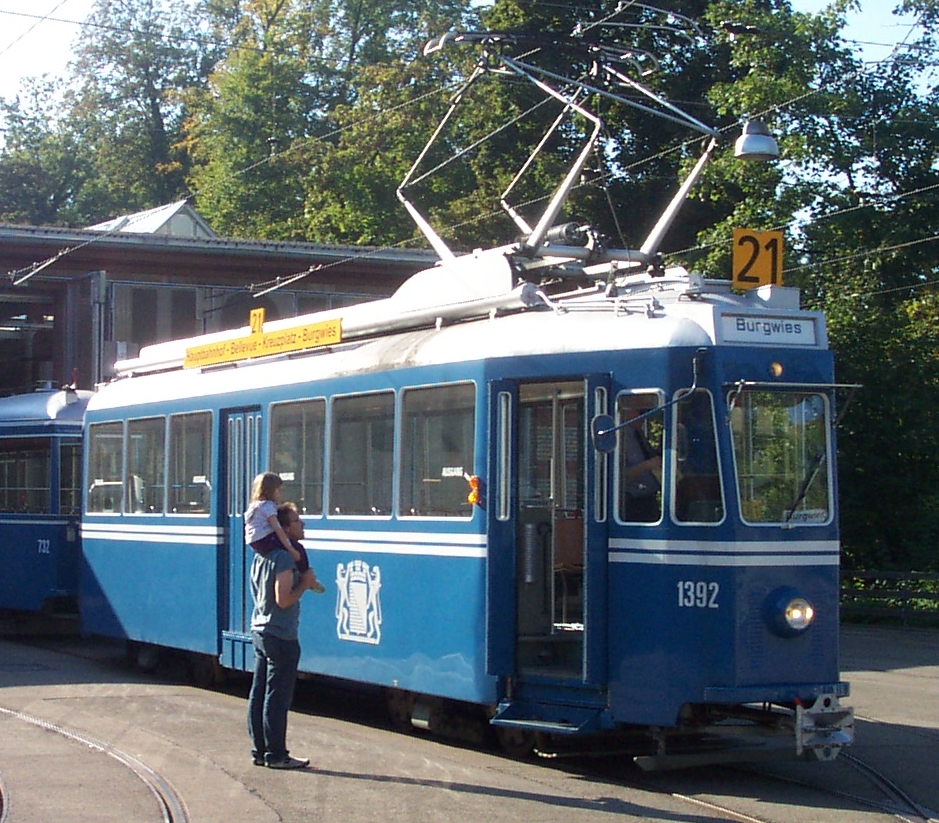
Un tranvía estándar suizo en el Museo del Tranvía de Zúrich.

A mediados de la década de 1930, StStZ había adquirido todas las empresas que operaban tranvías dentro de los límites de la ciudad, con la única excepción del Dolderbahn, que había cerrado su tranvía corto en 1930. Todas las líneas de tranvía de trocha estándar se habían convertido a trocha métrica y electrificado. El StStZ también había construido muchas extensiones de tranvía, lo que resultó en una densa red de líneas de tranvía que sirven a la mayoría de los barrios de la ciudad.
Sin embargo, en 1927, el StStZ había introducido su primera ruta de autobús a motor, y esta fue seguida en 1939 por la primera de las rutas de trolebuses de la ciudad. Al principio, estos complementaron a los tranvías, pero en varias ocasiones amenazaron con reemplazar partes del sistema de tranvías y a veces lo lograron.
En 1940, el StStZ inició una modernización de sus tranvías, introduciendo los primeros prototipos del tranvía estándar suizo. A pesar de la neutralidad de Suiza, los efectos económicos de la Segunda Guerra Mundial ralentizaron el programa, pero en 1953 el VBZ, empresa en la que se había convertido la StStZ en 1950, había recibido 177 tranvías de este tipo.

## Operación

### Líneas

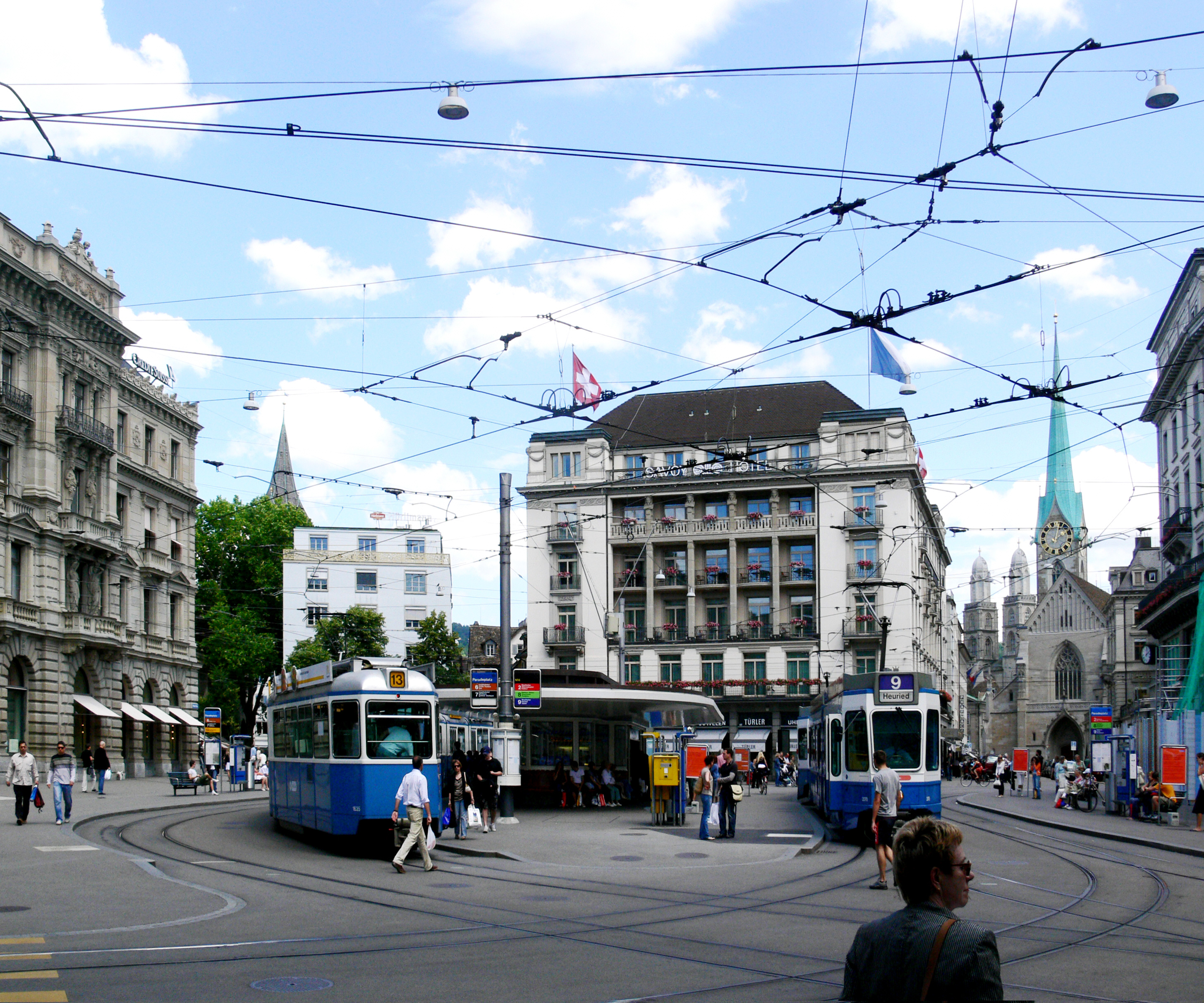
Paradeplatz es uno de los puntos clave de la red de recorridos, sirviendo de parada a 7 líneas.

Los siguientes recorridos forman parte de la red urbana de tranvías y de Glattalbahn:
| Operador  | Línea | Recorrido                                                                | Paradas   | Tiempo de viaje (minutos) |
| --------- | ----- | ------------------------------------------------------------------------ | --------- | ------------------------- |
| VBZ       | 2     | Bahnhof Tiefenbrunnen – Schlieren, Geissweid                             | 31        | 40 / 40                   |
| VBZ       | 3     | Albisrieden – Klusplatz                                                  | 21        | 31 / 30                   |
| VBZ       | 4     | Bahnhof Tiefenbrunnen – Bahnhof Altstetten Nord                          | 26        | 33 / 33                   |
| VBZ       | 5     | Laubegg – Bahnhof Enge – Kirche Fluntern (– Zoo)                         | 14 + 4    | 22 / 22                   |
| VBZ       | 6     | Werdhölzli – Zoo                                                         | 16        | 36 / 36                   |
| VBZ       | 7     | Wollishoferplatz – Bahnhof Stettbach                                     | 31        | 41 / 40                   |
| VBZ       | 8     | Klusplatz – Hardturm                                                     | 24        | 34 / 30                   |
| VBZ       | 9     | Hirzenbach – Heuried (– Triemli)                                         | 34        | 47 / 47                   |
| VBZ, VBG  | 10    | (Albisgütli) – Bahnhof Enge – Hauptbahnhof – Aeropuerto de Zúrich        | 32 + 8    | 44 / 45                   |
| VBZ       | 11    | Rehalp – Auzelg                                                          | 34        | 47 / 46                   |
| VBZ, VBG  | 12    | Bahnhof Stettbach – Zürich Flughafen                                     | 18        | 26 / 27                   |
| VBZ       | 13    | Albisgütli – Frankental                                                  | 30        | 41 / 39                   |
| VBZ       | 14    | Triemli – Seebach                                                        | 27        | 39 / 38                   |
| VBZ       | 15    | Bucheggplatz – Bahnhof Stadelhofen                                       | 13        | 16 / 16                   |
| VBZ       | 17    | (Werdhölzli – Hauptbahnhof – Albisgütli)                                 | (17 + 12) | (39 / 43)                 |
| Forchbahn | S18   | Stadelhofen – Rehalp – Esslingen                                         | 20        | 35 / 35                   |
| TMZ       | 21    | (Rehalp –) Burgwies – Hauptbahnhof / Usteristrasse – Burgwies (– Rehalp) | 13 + 3    | 19 / 21                   |

### Material rodante
Hacia 2012, la VBZ poseía 313 tranvías con los cuales cubre más de 16 millones de kilómetros por año. Todos los servicios regulares de transporte público son efectuados por 289 vehículos de clases básicas, con el resto de la flota compuesto por otro tipo de vehículos, incluidos algunos utilizados para el transporte de carga, así como vehículos históricos. La flota patrimonial posee un uso ocasional para servicios especiales.
La flota de tranvías comprende los siguientes vehículos:
| Imagen                                                        | Números   | Tipo             | Clasificación | Capacidad Sentados/de pie | Notas |
| ------------------------------------------------------------- | --------- | ---------------- | ------------- | ------------------------- | --- |
| Zürich Be 4-6 Tram 2000 2034 Bellevue                         | 2001-2098 | Tram 2000        | Be 4/6        | 50/54                     | La variante con dos secciones articuladas del diseño Tram 2000 para Zúrich, de los cuales 98 vehículos fueron entregados en 2 etapas desde 1976 hasta 1978 y desde 1985 hasta 1987. Cada vehículo tiene 21,4 m de longitud y 2,2 m de ancho. En la mayoría de los casos, estos carros operan como unidades múltiples. |
| A Tram 2000 tram with low-floor centre section                | 2099-2121 | Tram 2000        | Be 4/8        | 68/75                     | Originalmente adquiridos como unidades de dos secciones similares a los 2001-2098, estos carros fueron construidos entre 1992 y 1993. Entre 1999 y 2005 fueron reconstruidos con una tercera sección ubicada en el centro y con piso bajo. Cada vehículo tiene 28 m de longitud y 2,2 m de ancho. También son conocidos como Sänfte. |
| Zürich Be 4-6 Tram 2000 2303 Seebach                          | 2301-2315 | Tram 2000        | Be 4/6        | 50/57                     | Unidad articulada con dos secciones similares a los 2001-2098 pero sin una cabina de conducción. Estos carros fueron construidos en 1978 y deben circular como la segunda unidad en composiciones múltiples junto a otra unidad Tram 2000. Cada vehículo tiene 21,4 m de longitud y 2,2 m de ancho. |
| A single-section Tram 2000 Pony car                           | 2401-2435 | Tram 2000        | Be 2/4        | 35/41                     | Unidad simple no articulada sin una cabina de conducción. Estos carros fueron construidos en dos etapas: desde 1985 hasta 1987 y desde 1992 hasta 1993. Al igual que los 2301-2315, deben circular como una segunda unidad en una composición múltiple con otra unidad Tram 2000. Cada vehículo tiene 15,4 m de longitud y 2,2 m de ancho. También son conocidos como Pony. |
| A Bombardier Cobra low-floor tram on typical VBZ street track | 3001-3088 | Bombardier Cobra | Be 5/6        | 90/113                    | La más reciente de las dos clases de tranvías en servicio regular son los 88 modernos tranvías Bombardier Cobra de piso bajo, entregados entre 2001 y 2010, 18 de ellos (3062-3079) poseen la librea de VBG. Estos son vehículos articulados con cinco secciones que corren sobre seis pares de ruedas, de las cuales cinco están motorizadas. Cada vehículo tiene 36 m de longitud y 2,4 m de ancho. Debido a su longitud, los Cobras solo circulan como unidades simples durante los servicios normales. |

### Tarifas y billetes

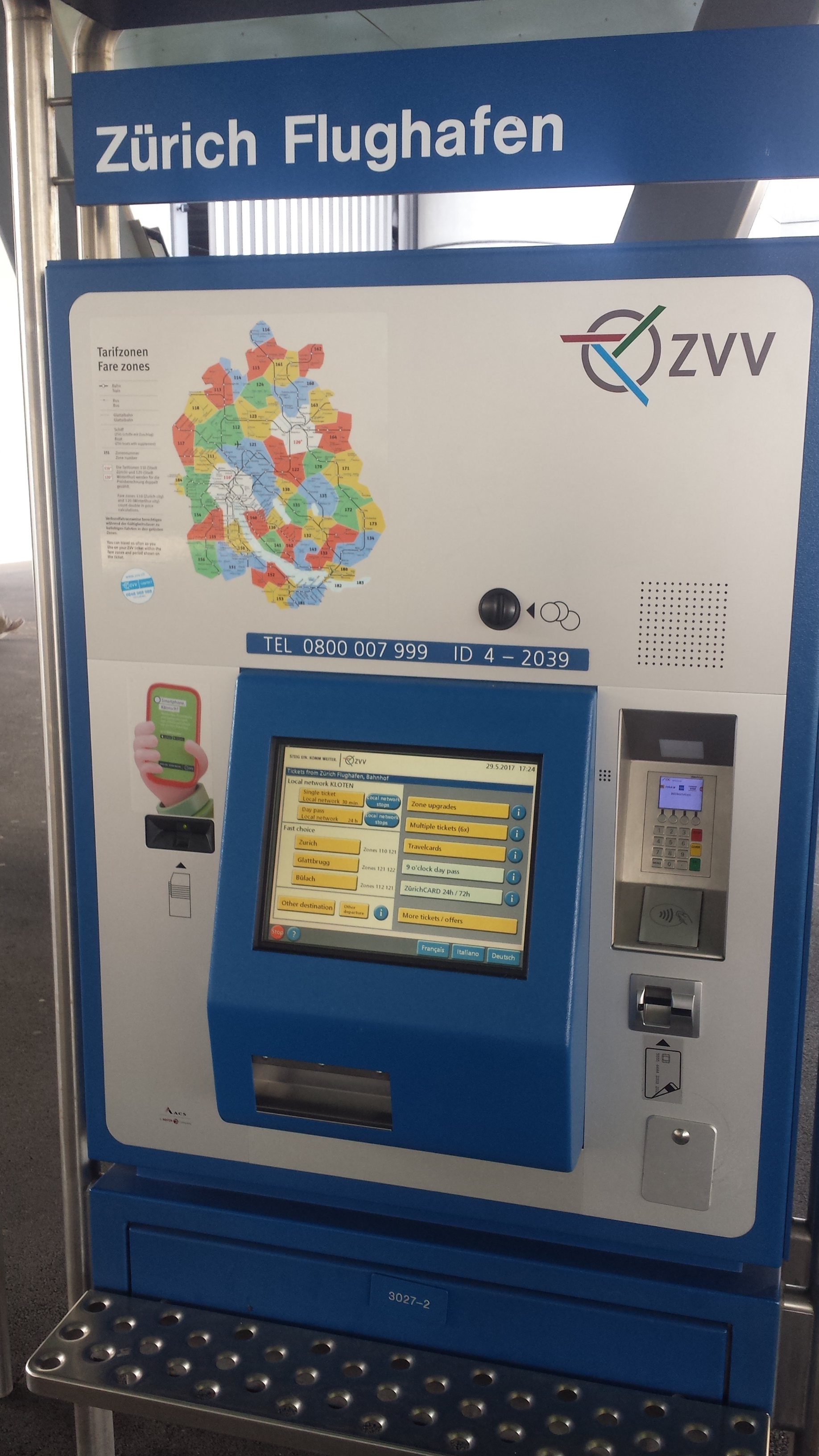
Máquina expendedora de boletos.

Al igual que el resto de la red VBZ, la red de tranvías de Zúrich opera con un sistema de comprobante de pago. Todas las paradas de tranvía están equipadas con máquinas expendedoras de billetes y los pasajeros deben comprar uno antes de subir al vehículo. Los pasajeros pueden entrar por cualquier puerta y no es necesario que muestren billetes al abordar. En cambio, los billetes son controlados aleatoriamente por equipos itinerantes de inspectores de tarifas, y se imponen multas a los pasajeros que se viajen sin uno.
Los servicios de tranvía operan mediante el sistema de billetes y tarifas proporcionado por la autoridad cantonal de transporte público, el Zürcher Verkehrsverbund (ZVV). Este sistema cubre la totalidad del cantón de Zúrich y, por lo tanto, cubre los viajes en otros modos y servicios proporcionados por muchos otros operadores, que incluye la red ferroviaria suburbana de S-Bahn Zúrich. Se permite la transferencia gratuita entre diferentes vehículos, rutas, modos y operadores, siempre que se posea un billete válido para todo el viaje.
El sistema de ZVV se basa en zonas, con tarifas para viajes individuales establecidas según las zonas por las que pasa el viaje. La red de tranvías de Zúrich comprende solo dos de estas zonas, la zona 110 que cubre las rutas de la ciudad y la zona 121 que abarca las rutas de Stadtbahn Glattal. Se encuentran disponibles billetes de un solo viaje y de un día, al igual que varios pases con validez más larga.

### Tranvía de carga

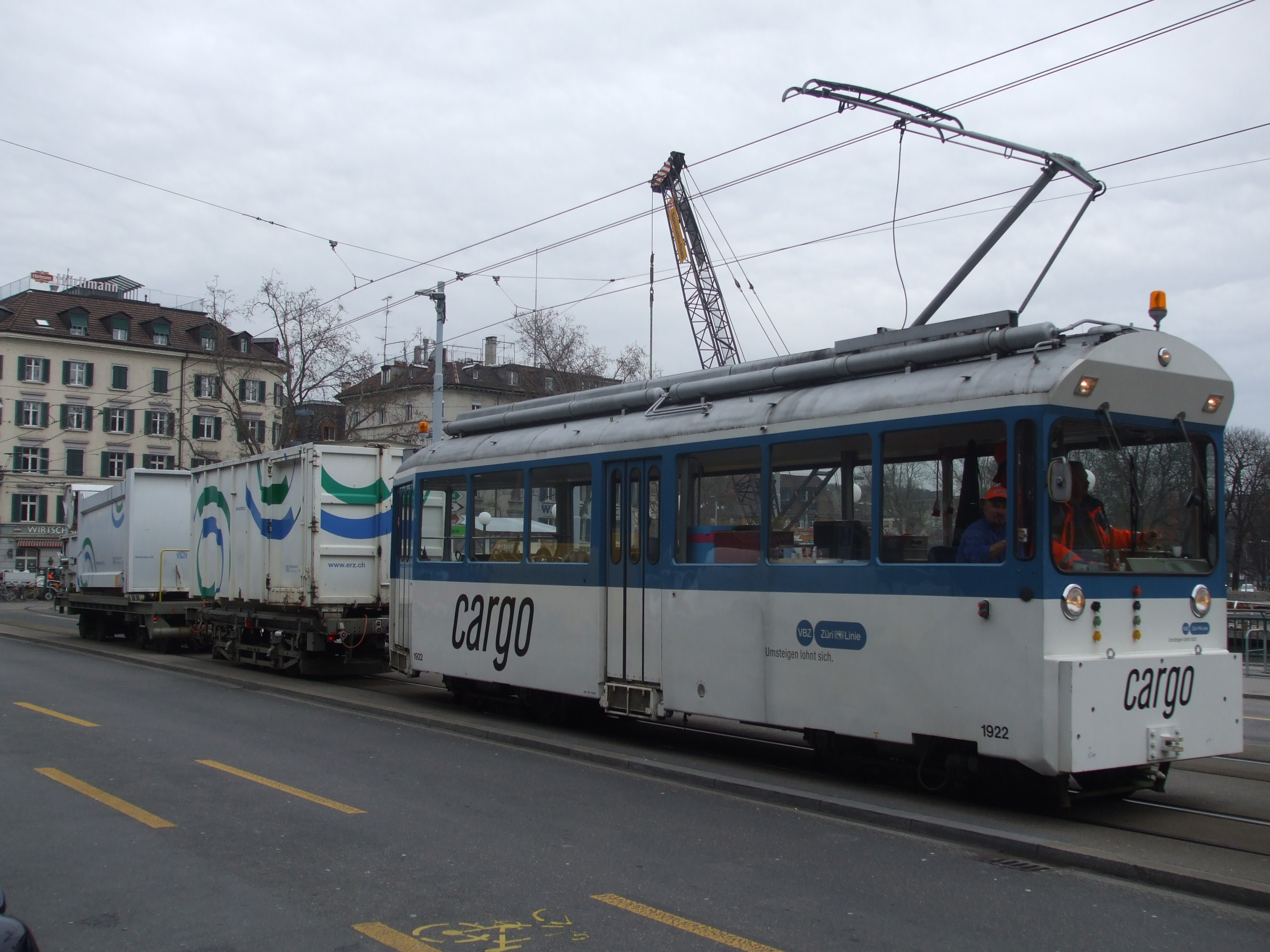
Tranvía de carga.

Además de sus actividades de transporte de pasajeros, VBZ, junto con el departamento de basura y reciclaje de la ciudad (ERZ), opera el tranvía de carga para recolectar desechos voluminosos. El tranvía de carga sirve a 10 puntos de recogida diferentes en Zúrich y hace escala en cada uno de ellos en diferentes días del mes. La basura recolectada se lleva a un recinto especialmente construido en el patio de ERZ adyacente a la terminal del tranvía en Werdhölzli.
El servicio se introdujo en 2003, como un intento de reducir la cantidad de desechos voluminosos vertidos ilegalmente cada año. Como Zúrich tiene una extensa red de tranvías que da servicio a la mayoría de los barrios y muchos apartaderos adecuados no utilizados por los servicios regulares, se decidió recurrir a la red de tranvías. En el primer año de funcionamiento fue responsable de la recolección de 380 toneladas de residuos.
Los residuos recogidos se transportan en dos contenedores de basura estándar, que se montan en vagones planos de cuatro ruedas. Estos se transportan por el vehículo 1922, un antiguo tranvía estándar suizo, entregado originalmente a Zúrich en 1940 y convertido en un carro de trabajo en 1980.